# Strobilanthes lilacinus
Strobilanthes lilacinus är en akantusväxtart som beskrevs av C. B. Cl.. Strobilanthes lilacinus ingår i släktet Strobilanthes och familjen akantusväxter. Inga underarter finns listade i Catalogue of Life.